# Округ Брчко

Карта

Геоадміністративна карта району Брчко.

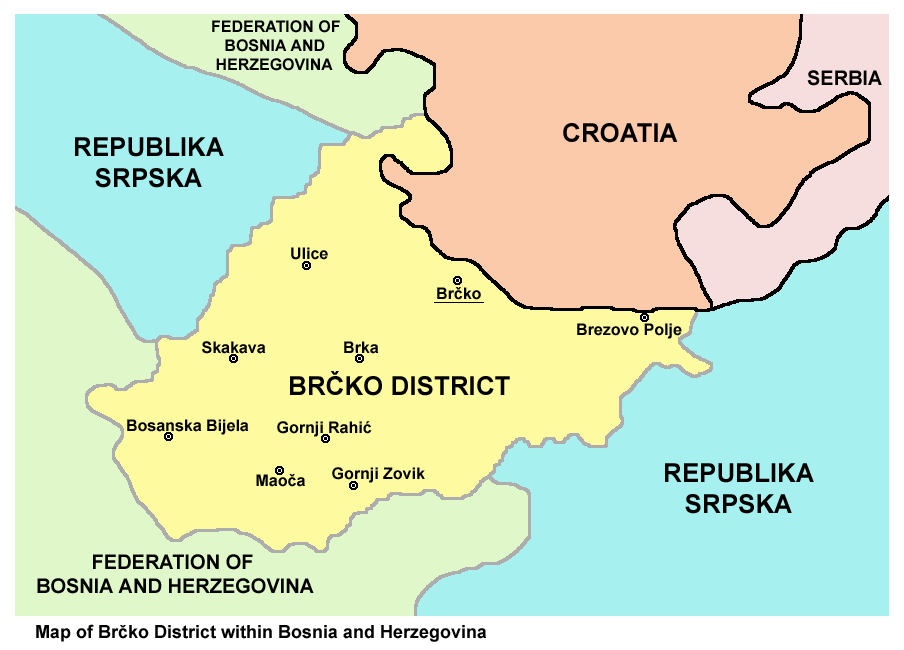
Геоадміністративна карта району Брчко.

Міжсуб'єктні межі за Дейтонським договором до утворення округу Брчко

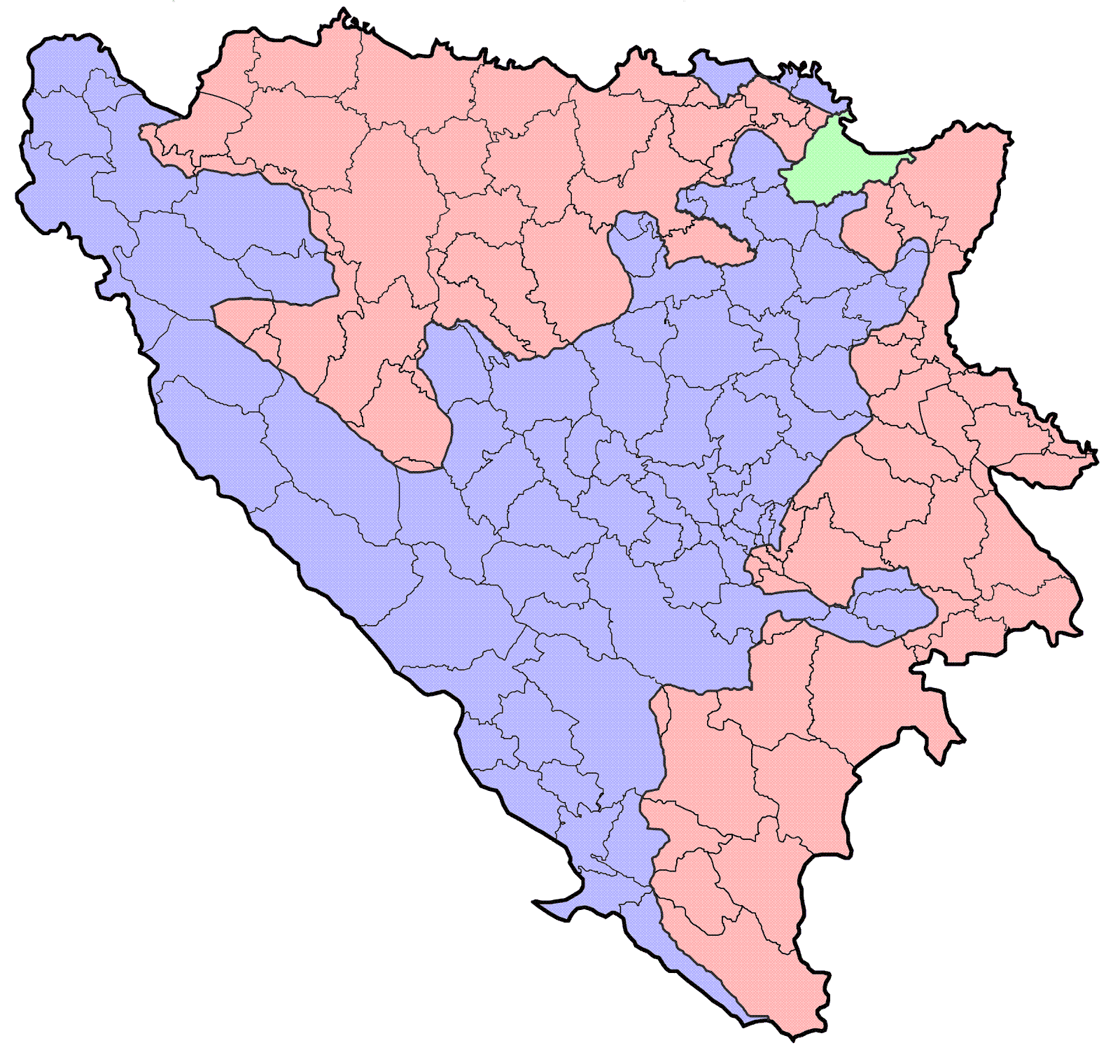
Округ Брчко займає територію, позначену зеленим на зображенні, Федерація Боснії і Герцеговини — територію, позначену синім, а Сербська Республіка Боснія — червоним.

О́круг Брчко (босн. Brčko Distrikt; хорв. Distrikt Brčko; серб. Брчко дистрикт) — самоврядна адміністративна одиниця на північному сході Боснії і Герцеговини.
Офіційно кондомініум Федерації Боснії і Герцеговини та Республіки Сербської, утворений у 1999 році для підкреслення багатоетнічного характеру й особливого статусу Брчко та прилеглих районів у рамках нової незалежної Боснії. Самоврядування як таке відсутнє, хоча формально існують мер і окружна асамблея. Справжня ж влада зосереджена в руках керівника округу, який призначається Верховним представником, з жовтня 2013 року ним є американський дипломат Тамір Вейсер.
Центром округу є місто Брчко.

## Історія
Округ Брчко створено після арбітражного процесу, проведеного Верховним представником у Боснії і Герцеговині. Однак, згідно з Дейтонським мирним договором, цей процес міг арбітрувати лише спірну частину міжсуб'єктної межової лінії (IEBL). Округ Брчко сформовано з усієї території колишнього муніципалітету Брчко, з них 48 % (включно з містом Брчко) перебували у новоствореній Республіці Сербській, тоді як 52 % — у старій Федерації Боснії і Герцеговини. Із часу закінчення боснійської війни Європейський Союз підтримує дипломатичну миротворчу діяльність у цьому районі.
Брчко  — єдиний елемент Дейтонської мирної угоди, який не був остаточно затверджений. Арбітражну угоду доопрацьовали в березні 1999 року, в результаті чого було згадано вище «округ», яким має керувати американський головний заступник Верховного представника, який за посадою також є міжнародним керівником Брчко.
У 2006 році згідно з наглядовим наказом скасували все «законодавство суб'єктів господарювання в районі Брчко та IEBL». Постанова наглядача Брчко Сьюзен Джонсон скасовує всі закони про райони в окрузі, а також скасовує межу між суб'єктами господарювання. Постанова робить закони округу та закони держави Боснія і Герцеговина (включно із законами Соціалістичної Республіки Боснія і Герцеговина) першорядними для округу.
Перший міжнародний наглядач Брчко прибув у квітні 1997 р. До цього часу в Організації з безпеки та співробітництва в Європі (ОБСЄ) був скромний офіс, очолюваний Рендольфом Хемптоном. Протягом тимчасового періоду до того, як округ Брчко міг бути представлений після арбітражної угоди, відбулися місцеві вибори, а гуманітарна допомога забезпечувалася співпрацею з Агентством США з міжнародного розвитку (USAID) та ECHO. Район став відомим як центр для різноманітних програм державного будівництва, що проводяться іноземними урядами, зокрема США.
Після засідання Ради з імплементації миру (ПІК) 23 травня 2012 року було вирішено зупинити, а не припинити мандат Міжнародного наглядача Брчко. Арбітражний суд у Брчко, разом із припиненим наглядом за Брчко продовжує існувати.

## Поселення
- Бієла
- Боче
- Бодериште
- Брчко
- Брезик
- Брезове Поле
- Брка
- Брод
- Буковац
- Буквик Доній
- Буквик Горній
- Бузекара
- Церик
- Чаджавац
- Чанде
- Чосета
- Доній Рахич
- Доній Зовик
- Дубраве
- Дубравиці-Доні
- Дубравиці-Горні
- Гаєві
- Горице
- Горній Рахич
- Горній Зовик
- Грбавиця
- Гредице
- Ісламавац
- Крбета
- Івичі
- Крепшич
- Ланишта
- Лукавац
- Маоча
- Маркович Поле
- Омербеговача
- Паланка
- Попово Поле
- Поточари
- Расшляни
- Розлєво
- Репино Брдо
- Сандичі
- Скакава Доня
- Скакава Горня
- Слієпчевичі
- Станові
- Шаторовичі
- Штрепці
- Трнянці
- Улице
- Улович
- Витановичі-Доні
- Витановичі-Горні
- Вучиловац
- Вуйчичі
- Вукшич-Доній
- Вукшич-Горній

## Демографія

### Етнічні групи
Етнічний склад округу Брчко:
| Етнічні групи      | Населення 1961 | Населення 1971 | Населення 1981 | Населення 1991 | Населення 2013 |
| ------------------ | -------------- | -------------- | -------------- | -------------- | -------------- |
| Босняки/Мусульмани | 16,484         | 30,181         | 32,434         | 38,617         | 35,381         |
| Серби              | 17,897         | 17,709         | 16,707         | 18,128         | 28,884         |
| Хорвати            | 21,994         | 24,925         | 23,975         | 22,252         | 17,252         |
| Югослави           | 5,904          | 1,086          | 8,342          | 5,731          | -              |
| Інші               | 673            | 870            | 1,310          | 2,899          | 1,999          |
| Разом              | 62,952         | 74,771         | 82,768         | 87,627         | 83,516         |

1961 перепис населення

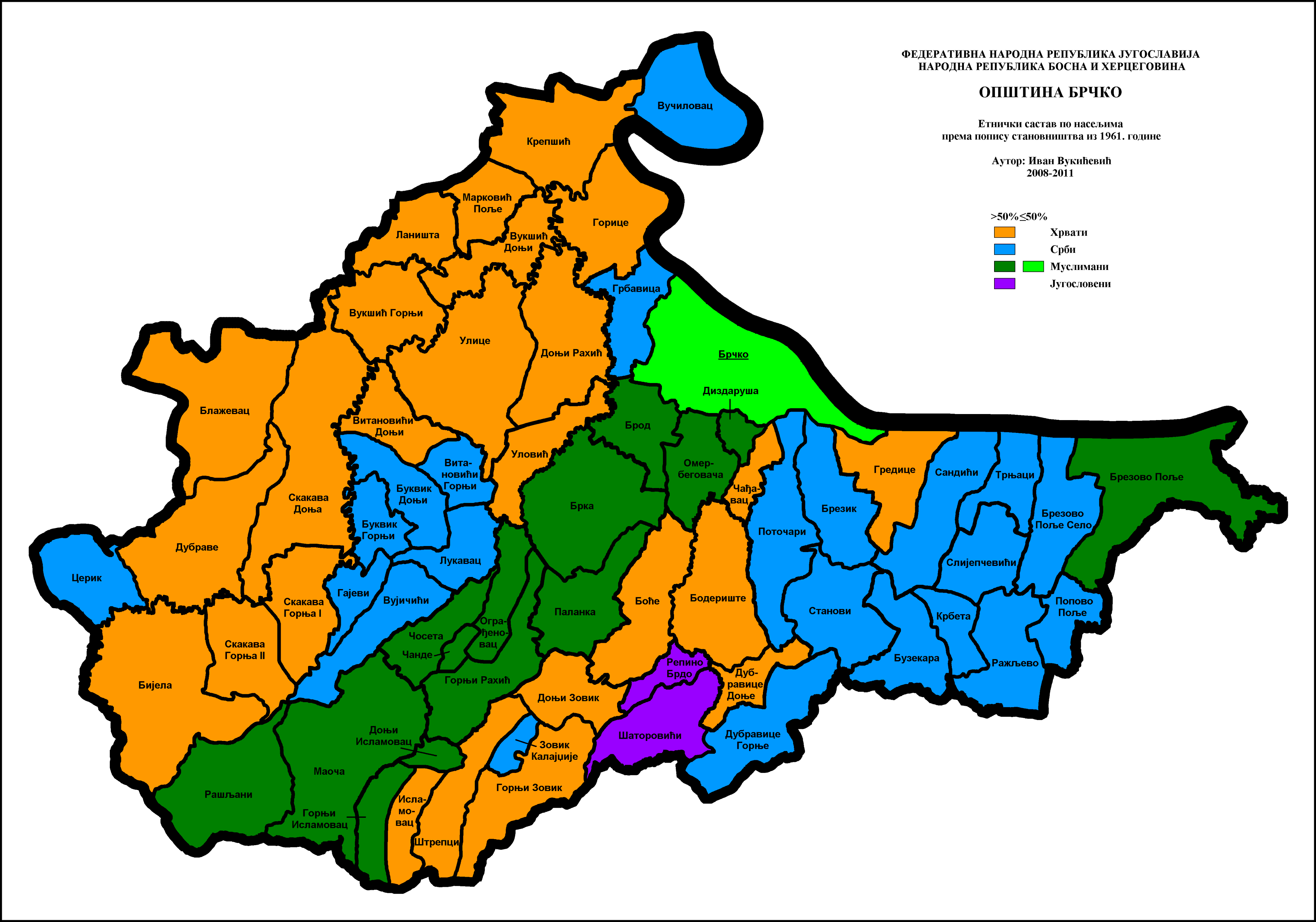
Етнічна структура Брчко за населеними пунктами 1961
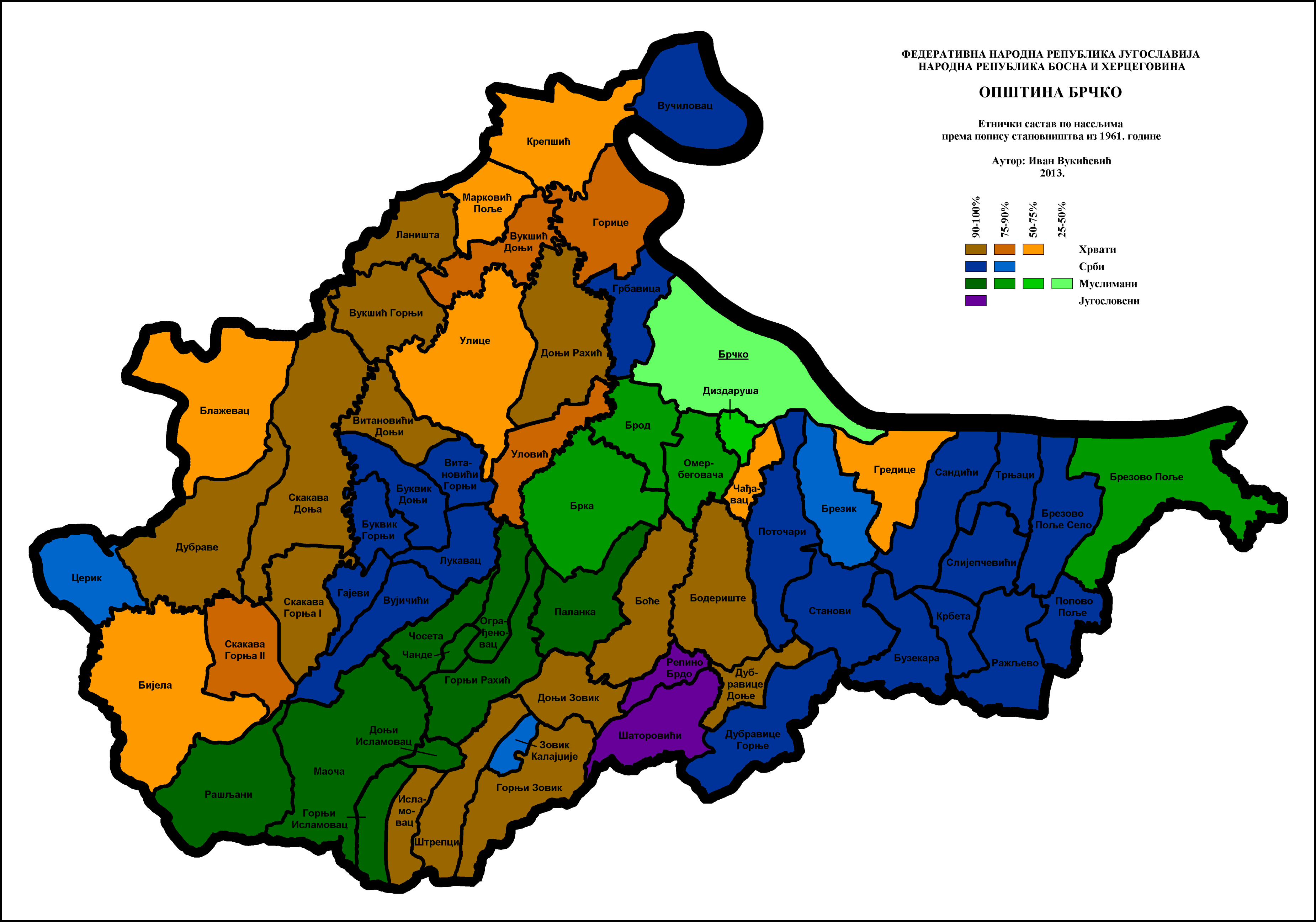
Етнічна структура Брчко за населеними пунктами 1961
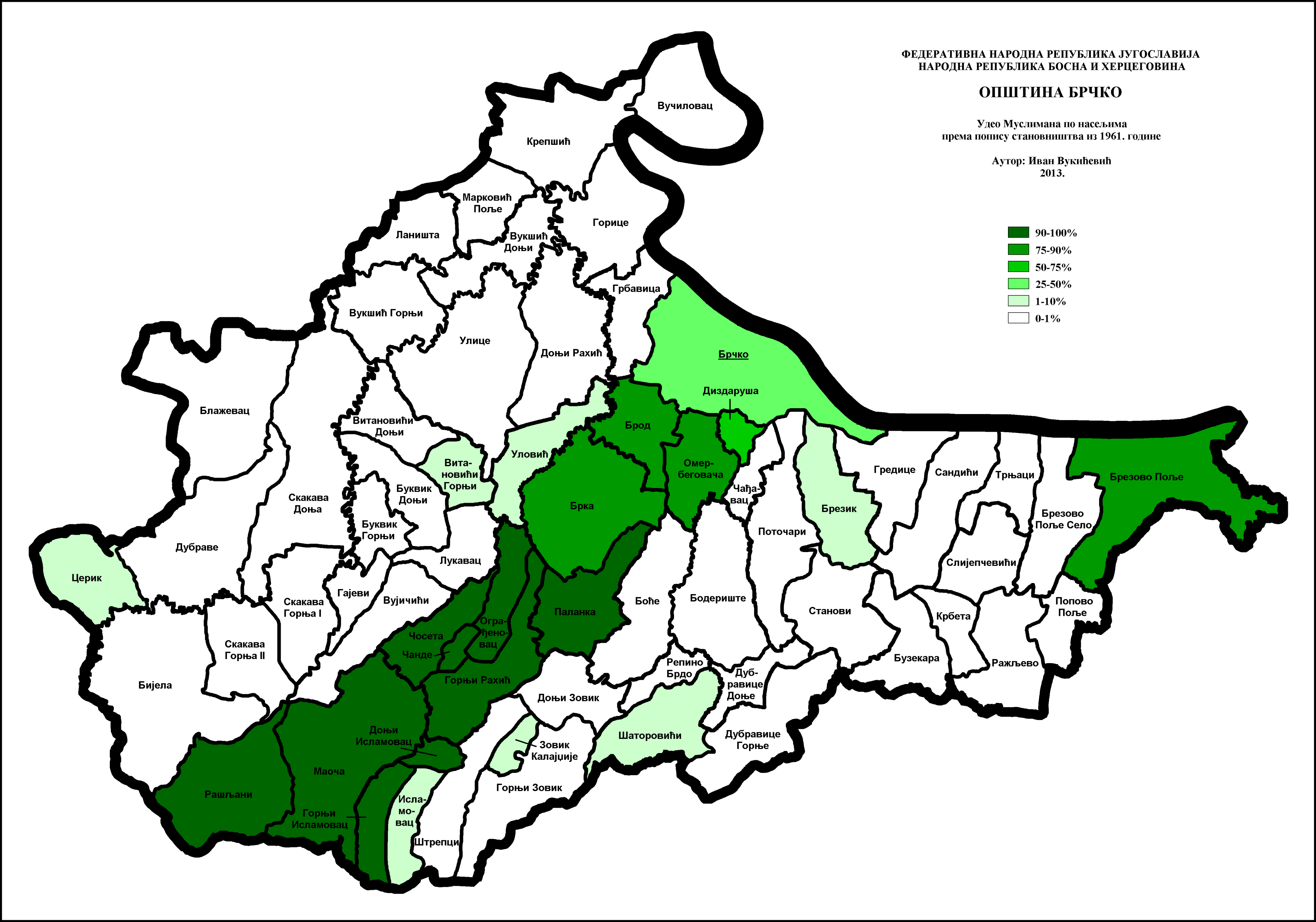
Частка босняків у Брчко за населеними пунктами 1961
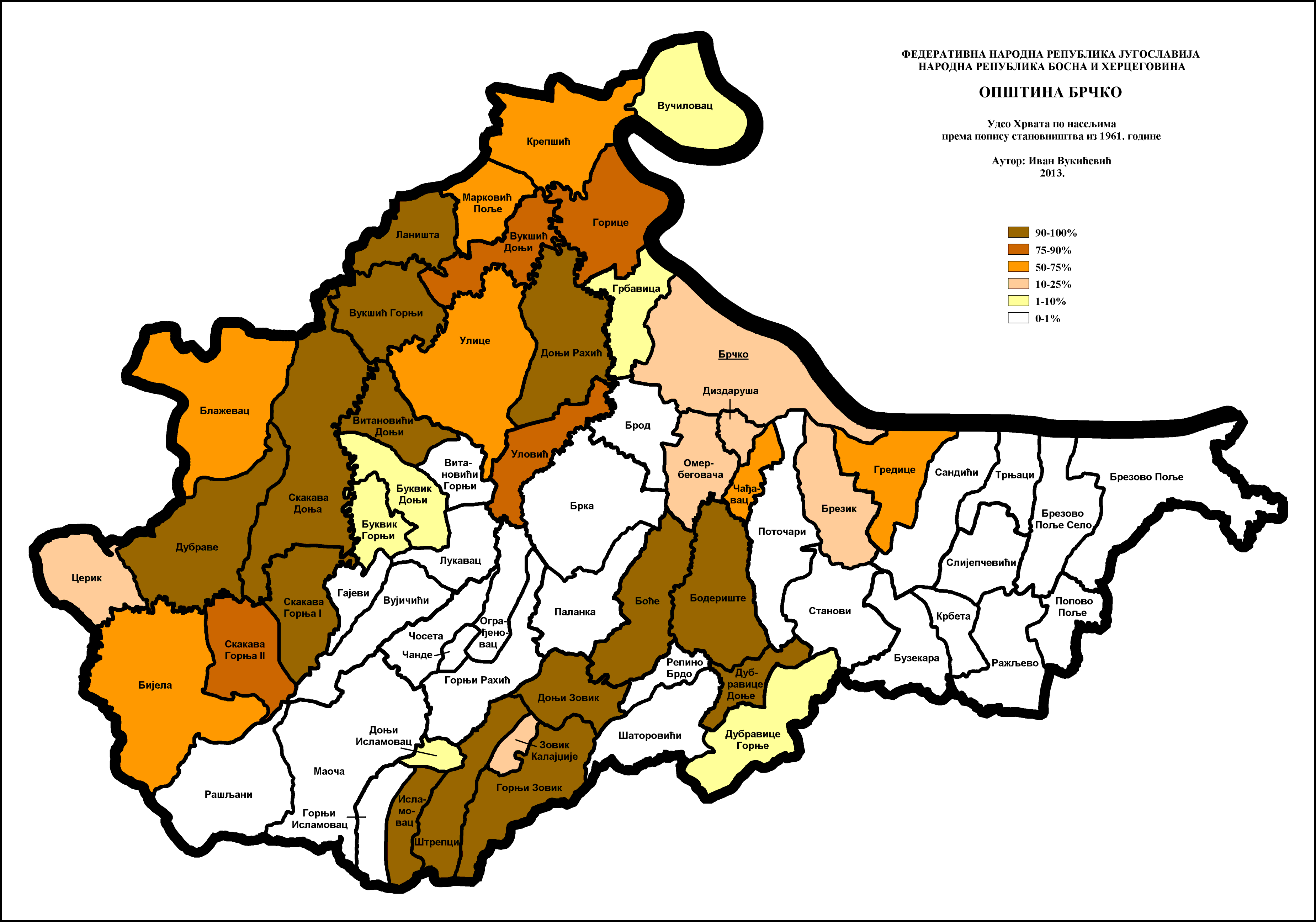
Частка хорватів у Брчко за населеними пунктами 1961
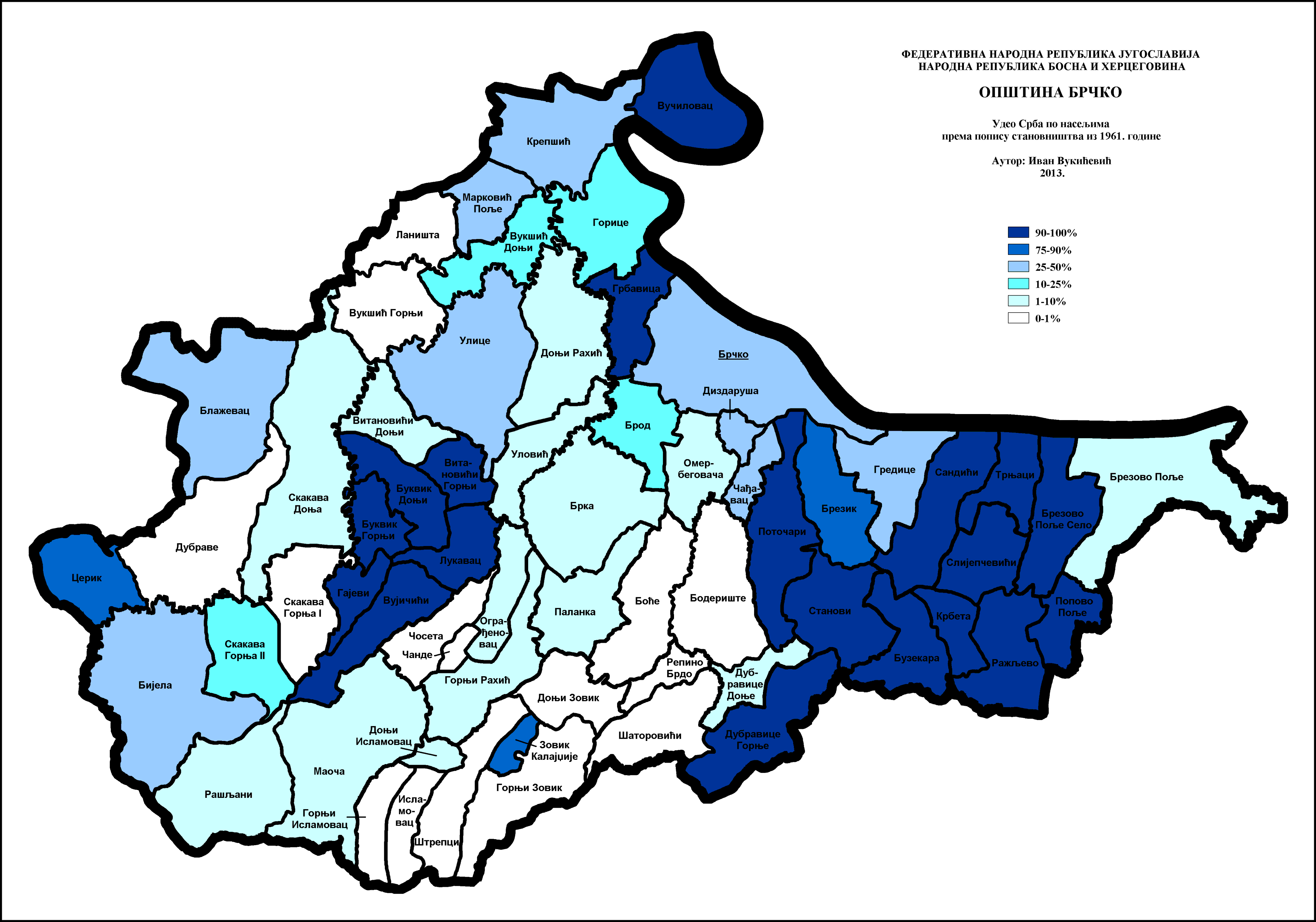
Частка сербів у Брчко за населеними пунктами 1961

1971 перепис населення

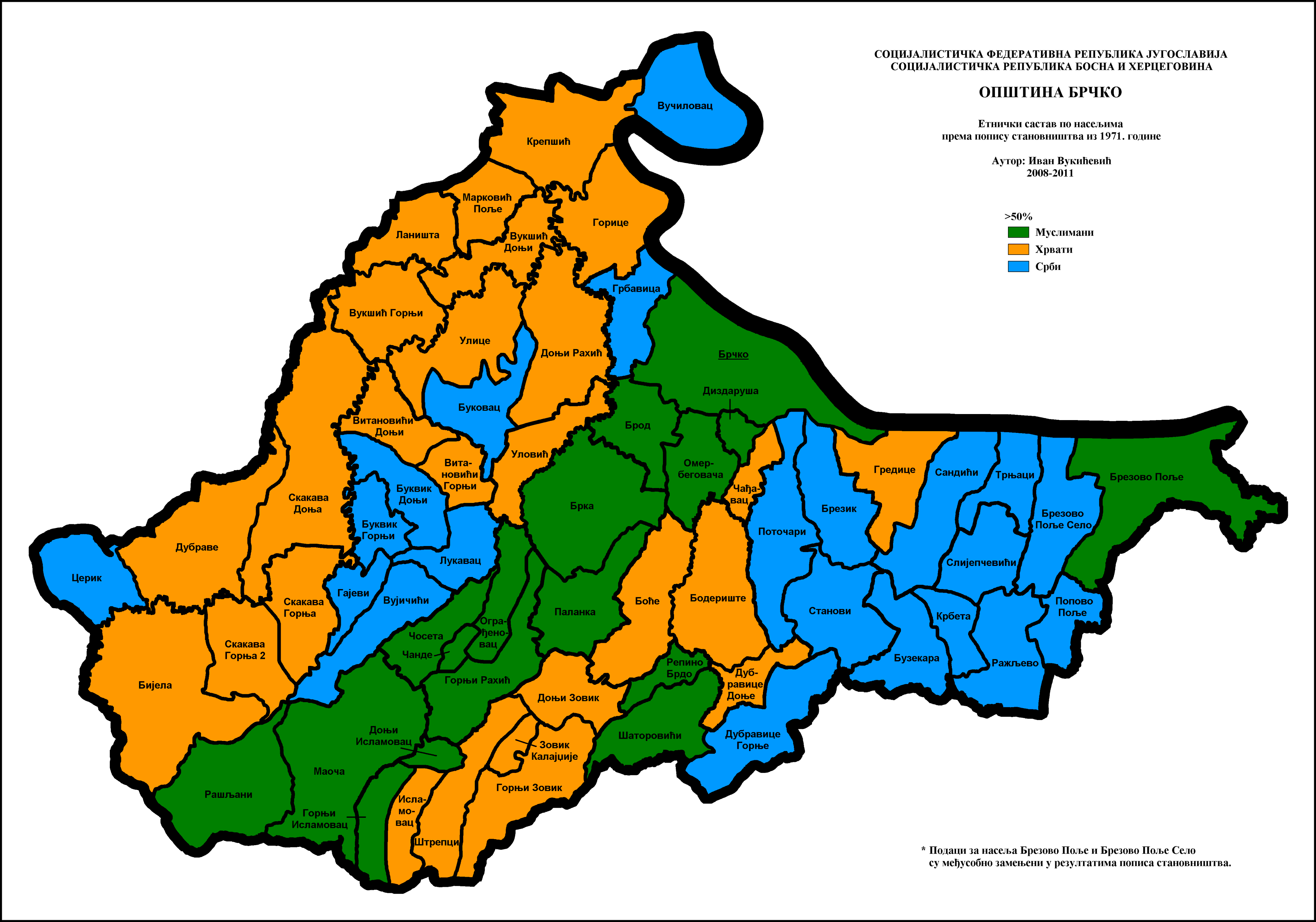
Етнічна структура Брчко за населеними пунктами 1971
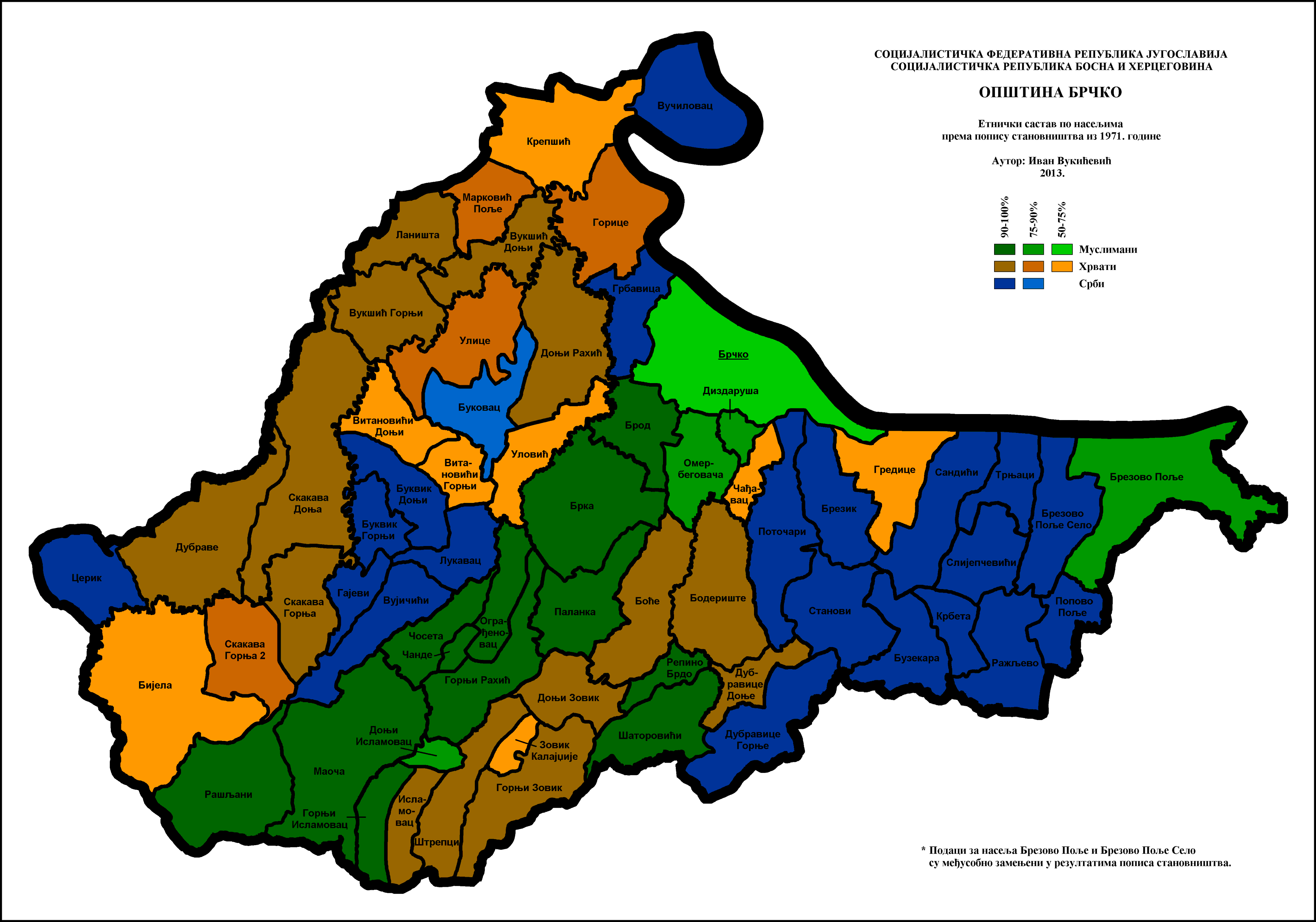
Етнічна структура Брчко за населеними пунктами 1971
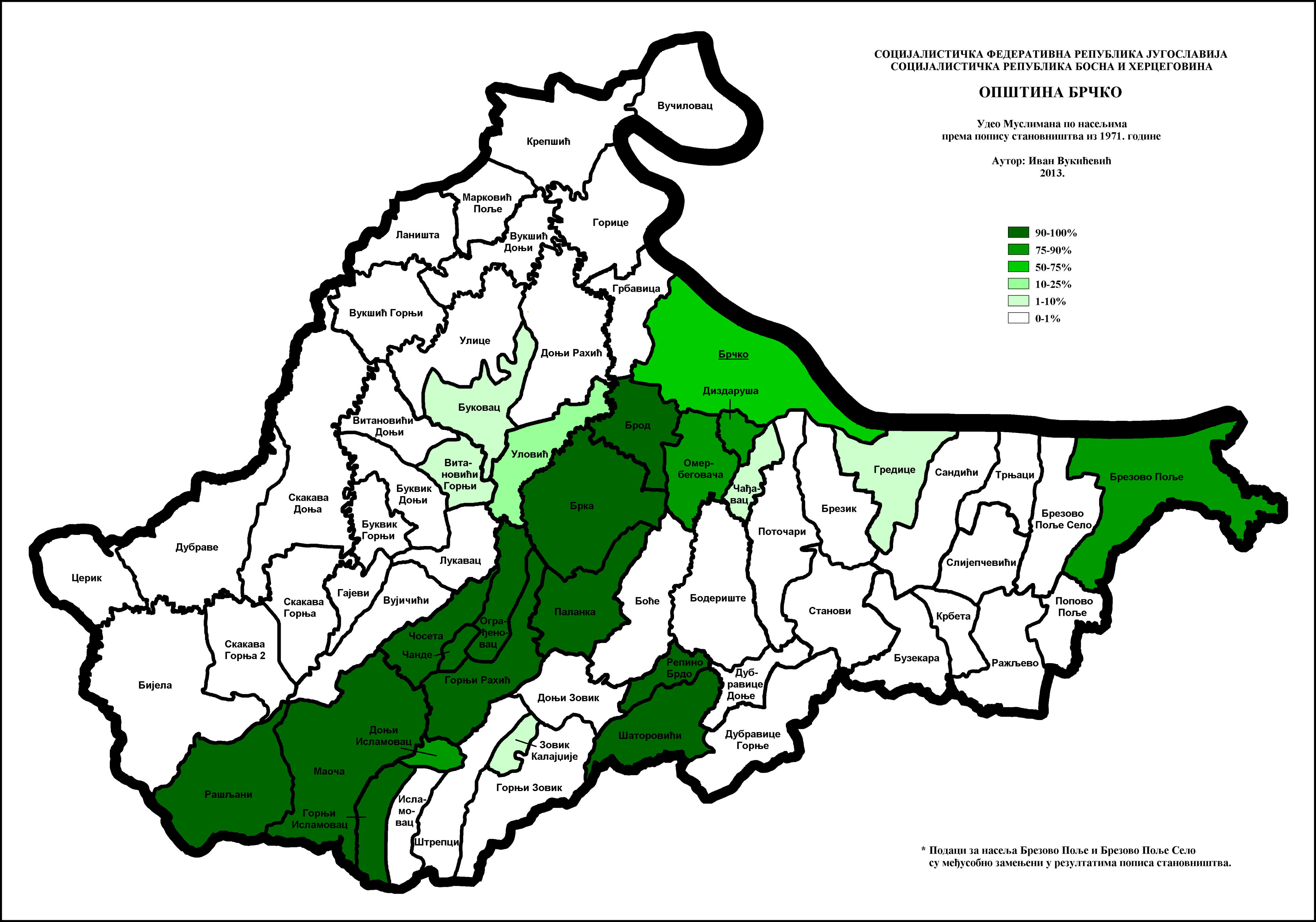
Частка босняків у Брчко за населеними пунктами 1971
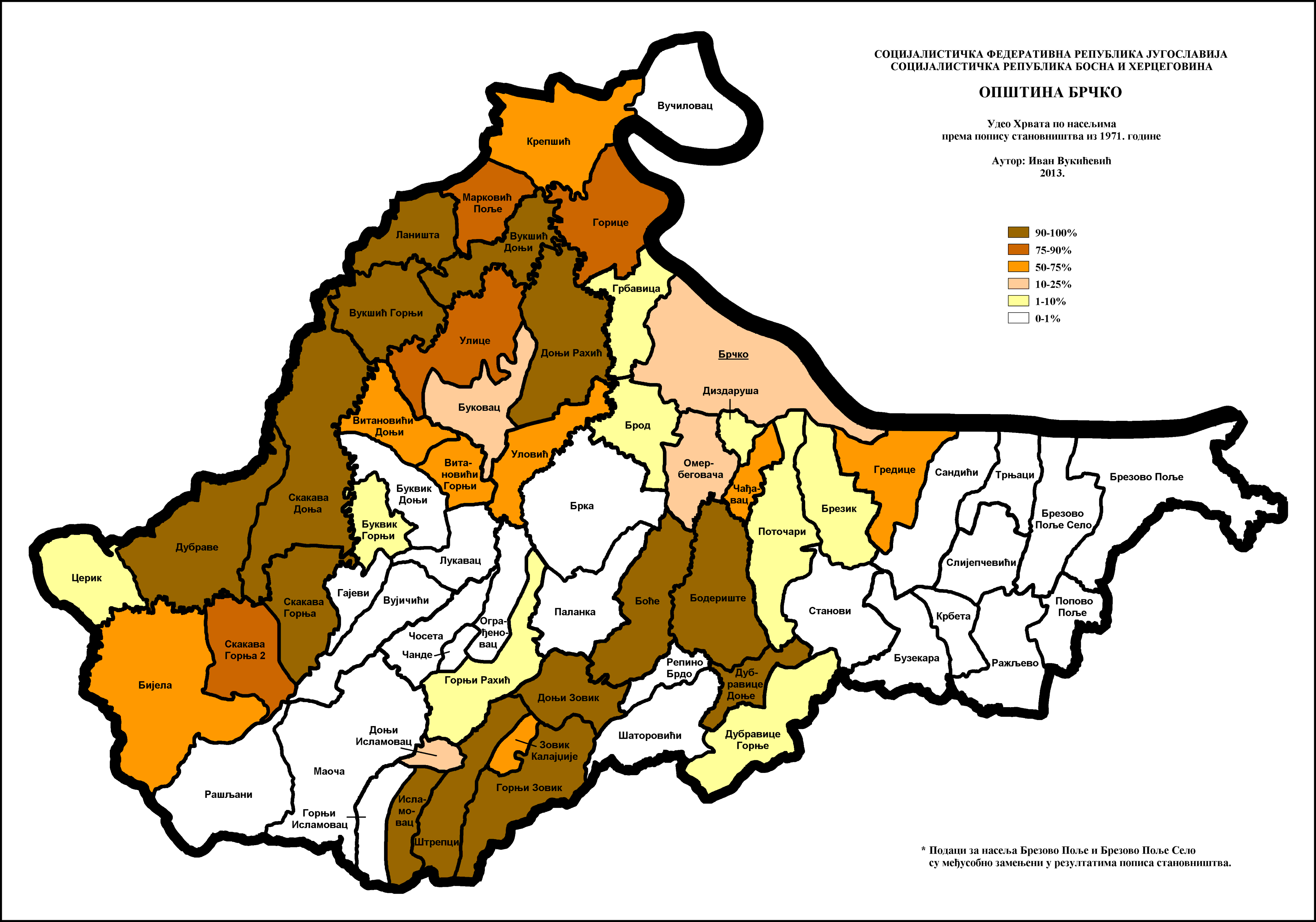
Частка хорватів у Брчко за населеними пунктами 1971
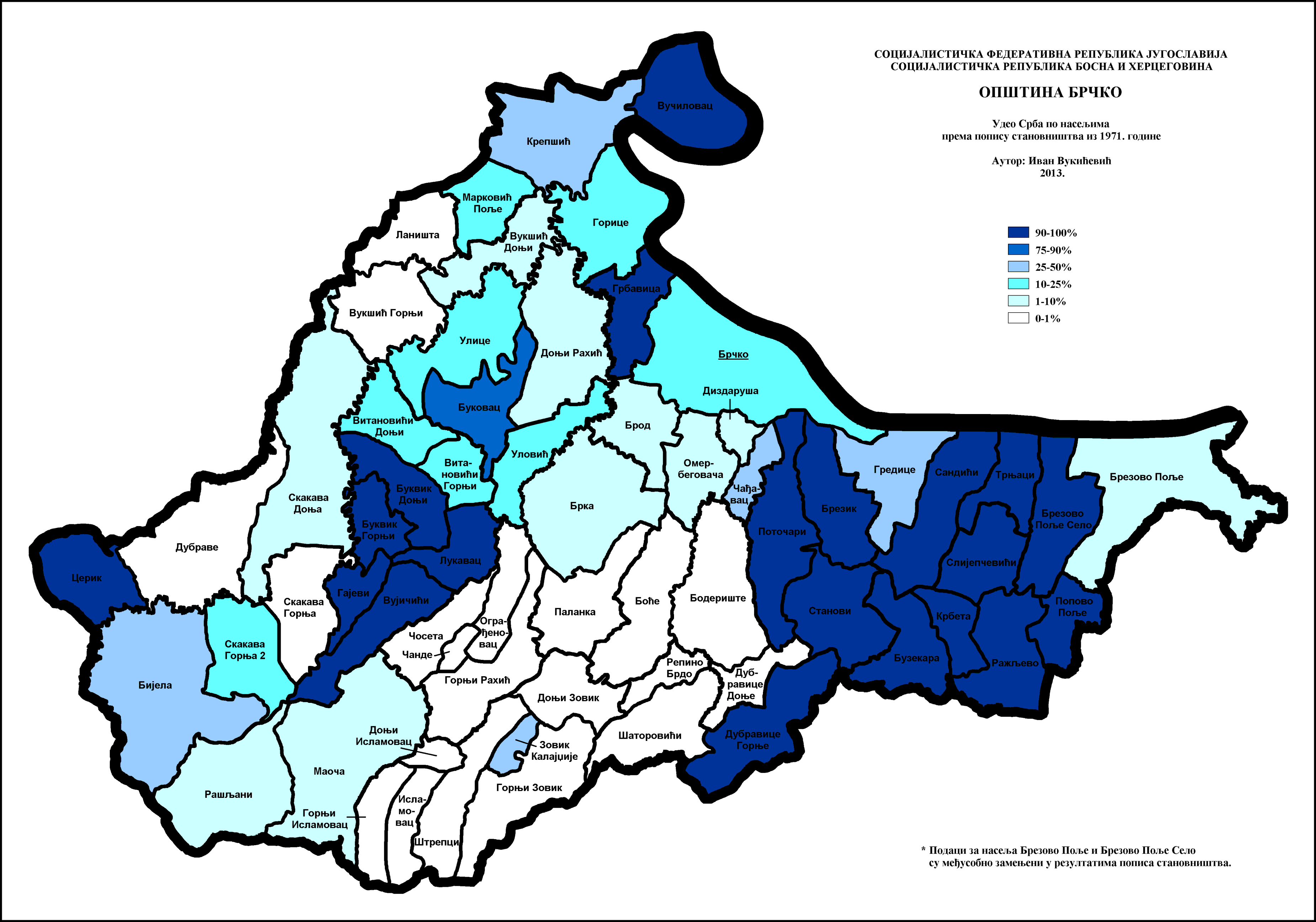
Частка сербів у Брчко за населеними пунктами 1971

1981 перепис населення

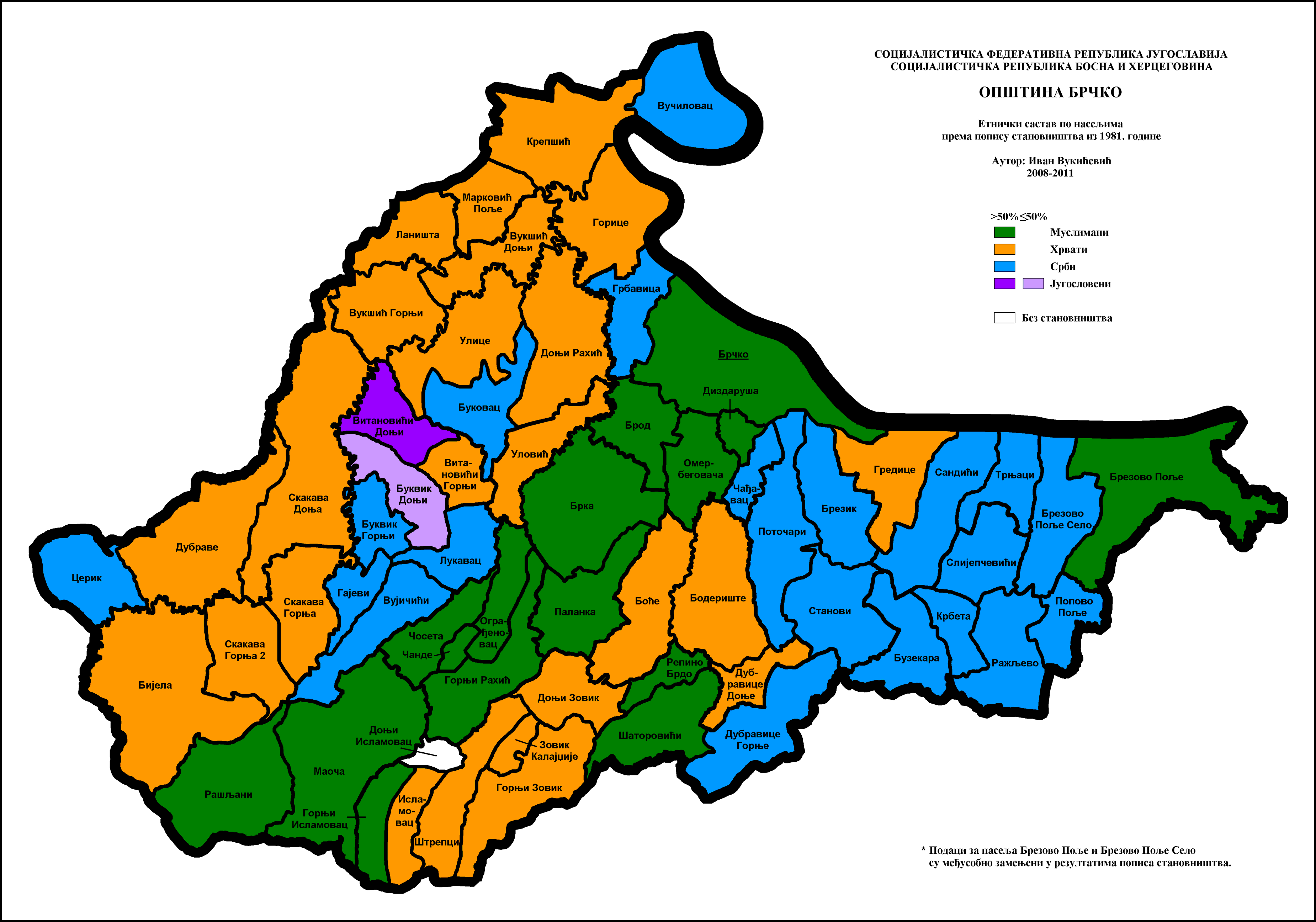
Етнічна структура Брчко за населеними пунктами 1981
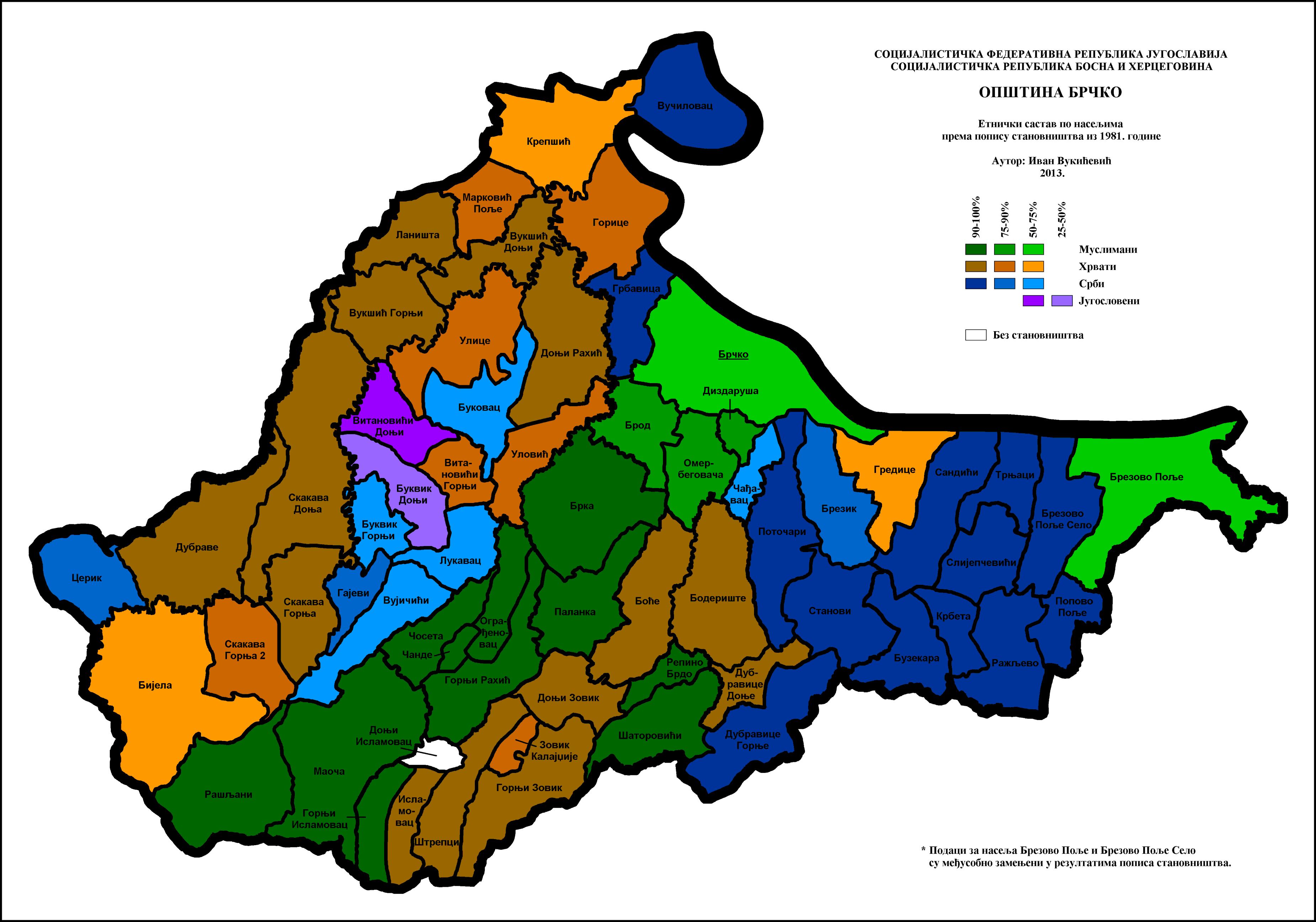
Етнічна структура Брчко за населеними пунктами 1981
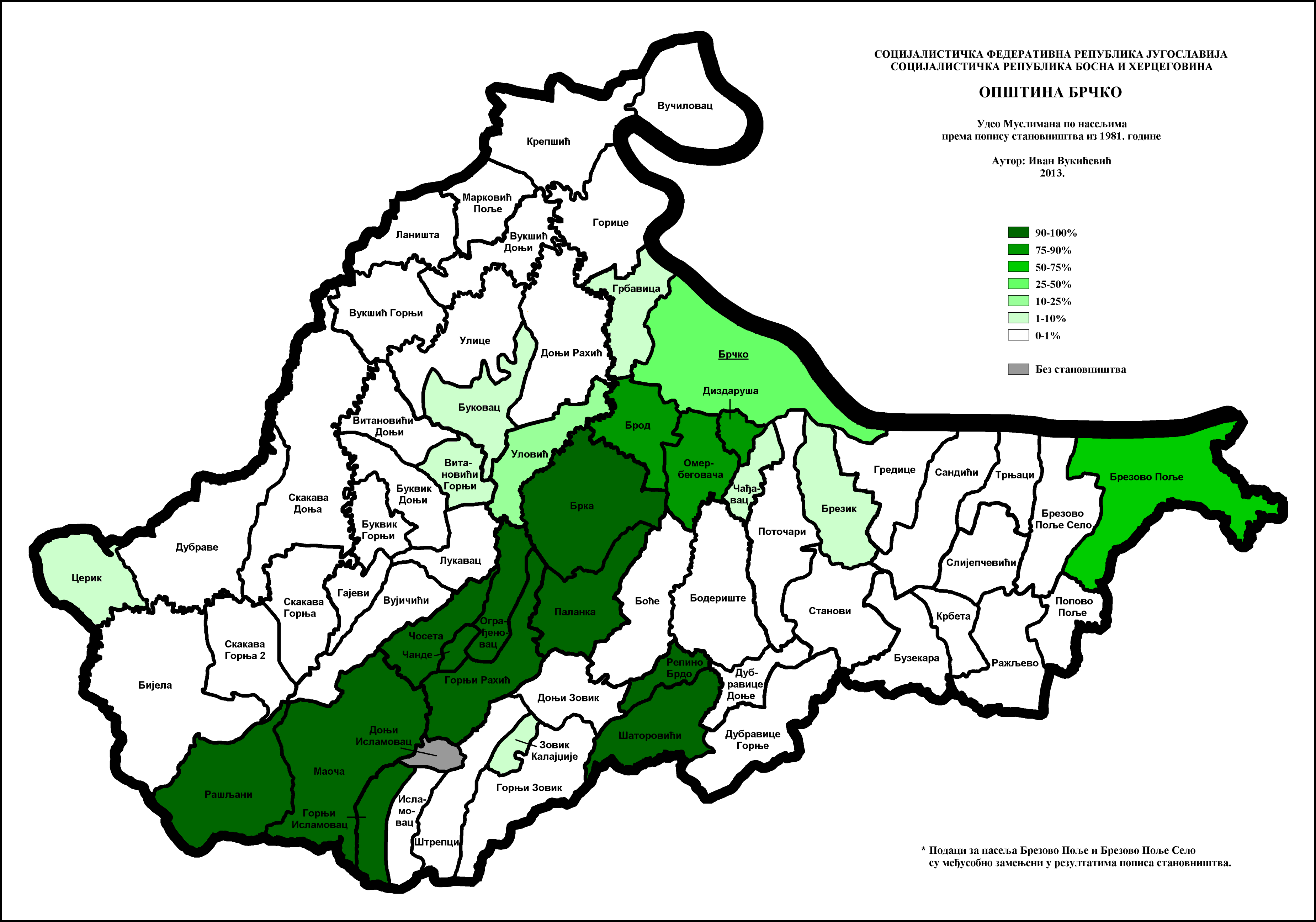
Частка босняків у Брчко за населеними пунктами 1981
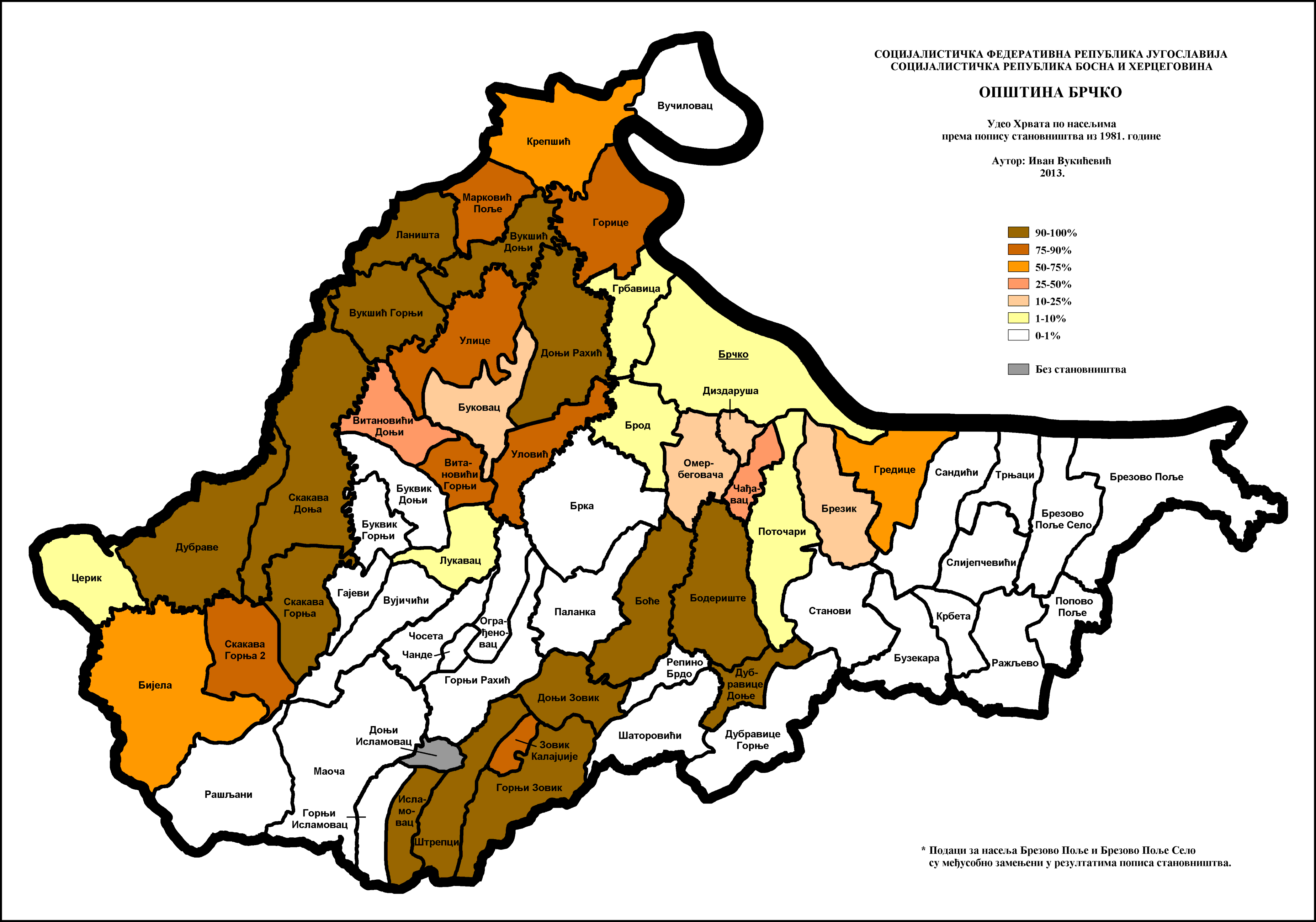
Частка хорватів у Брчко за населеними пунктами 1981
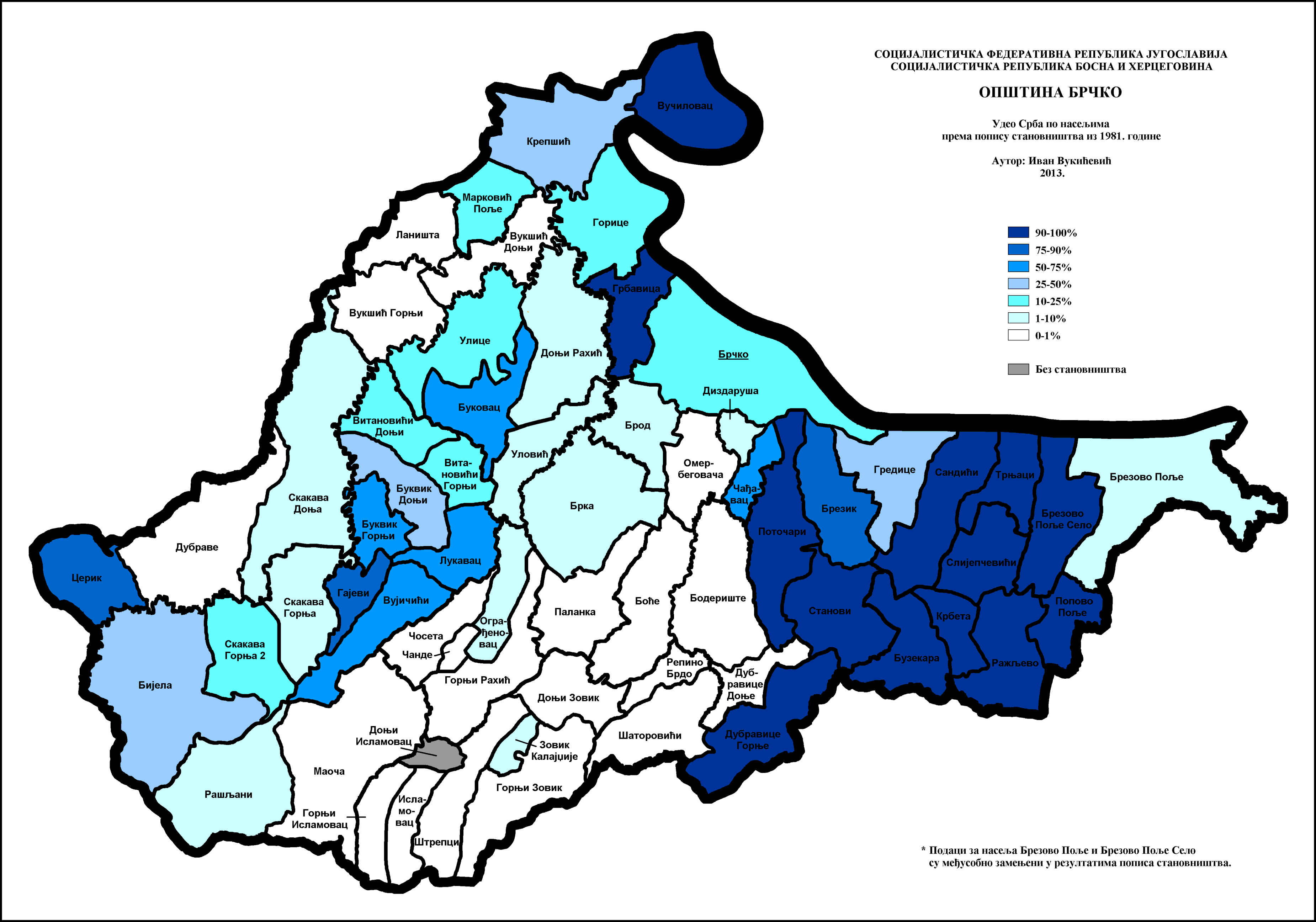
Частка сербів у Брчко за населеними пунктами 1981

1991 перепис населення

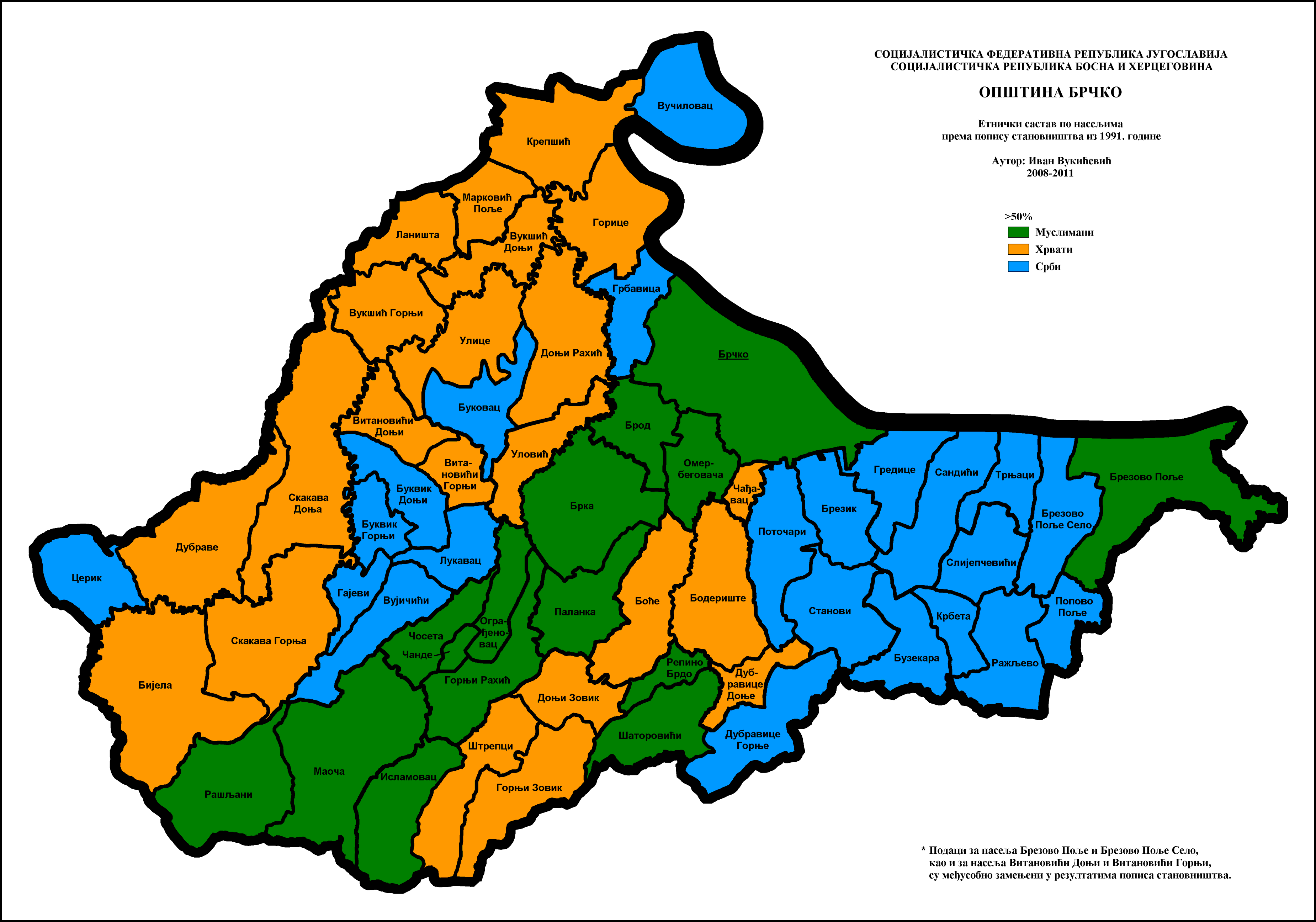
Етнічна структура Брчко за населеними пунктами 1991 рік
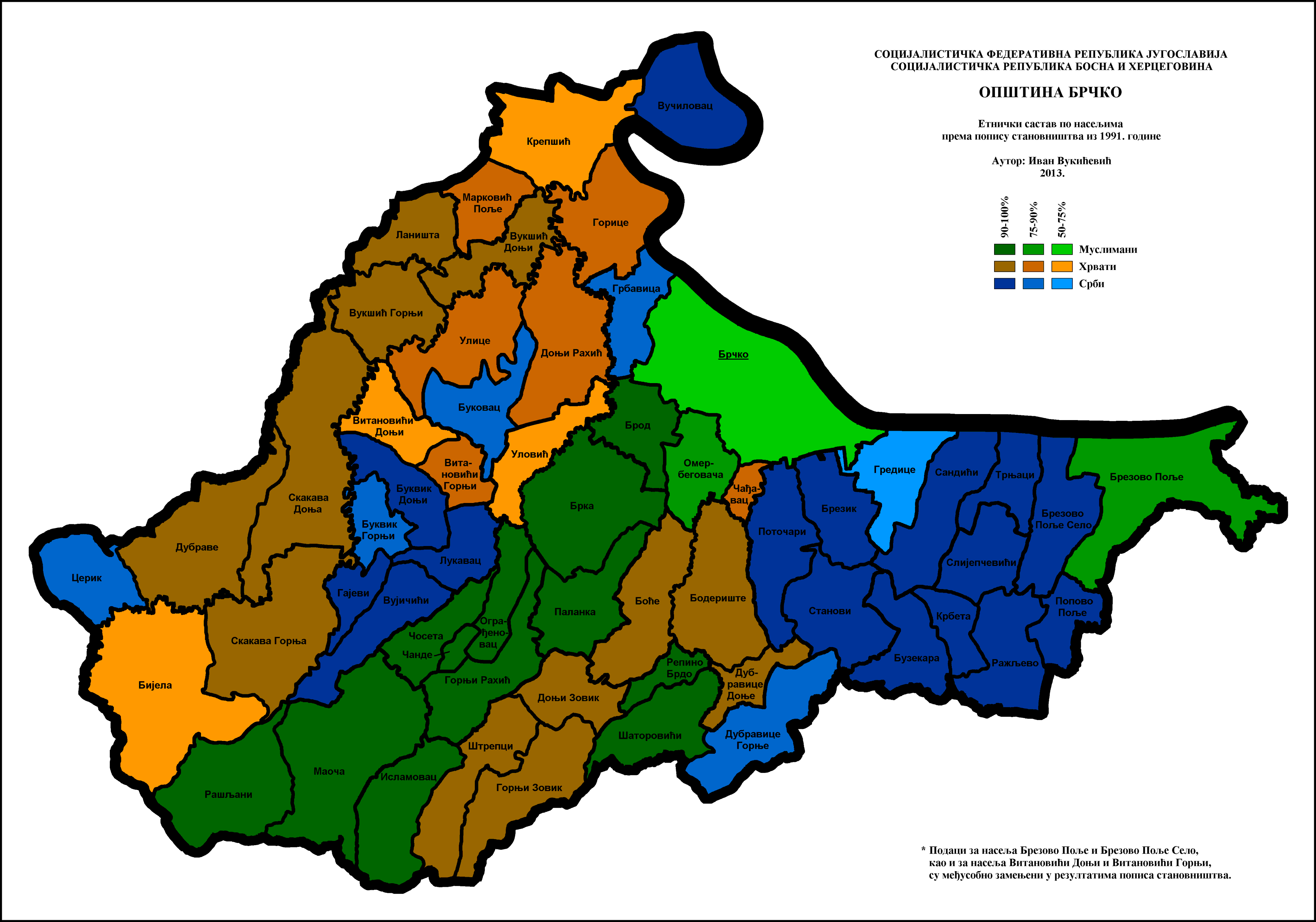
Етнічна структура Брчко за населеними пунктами 1991 рік
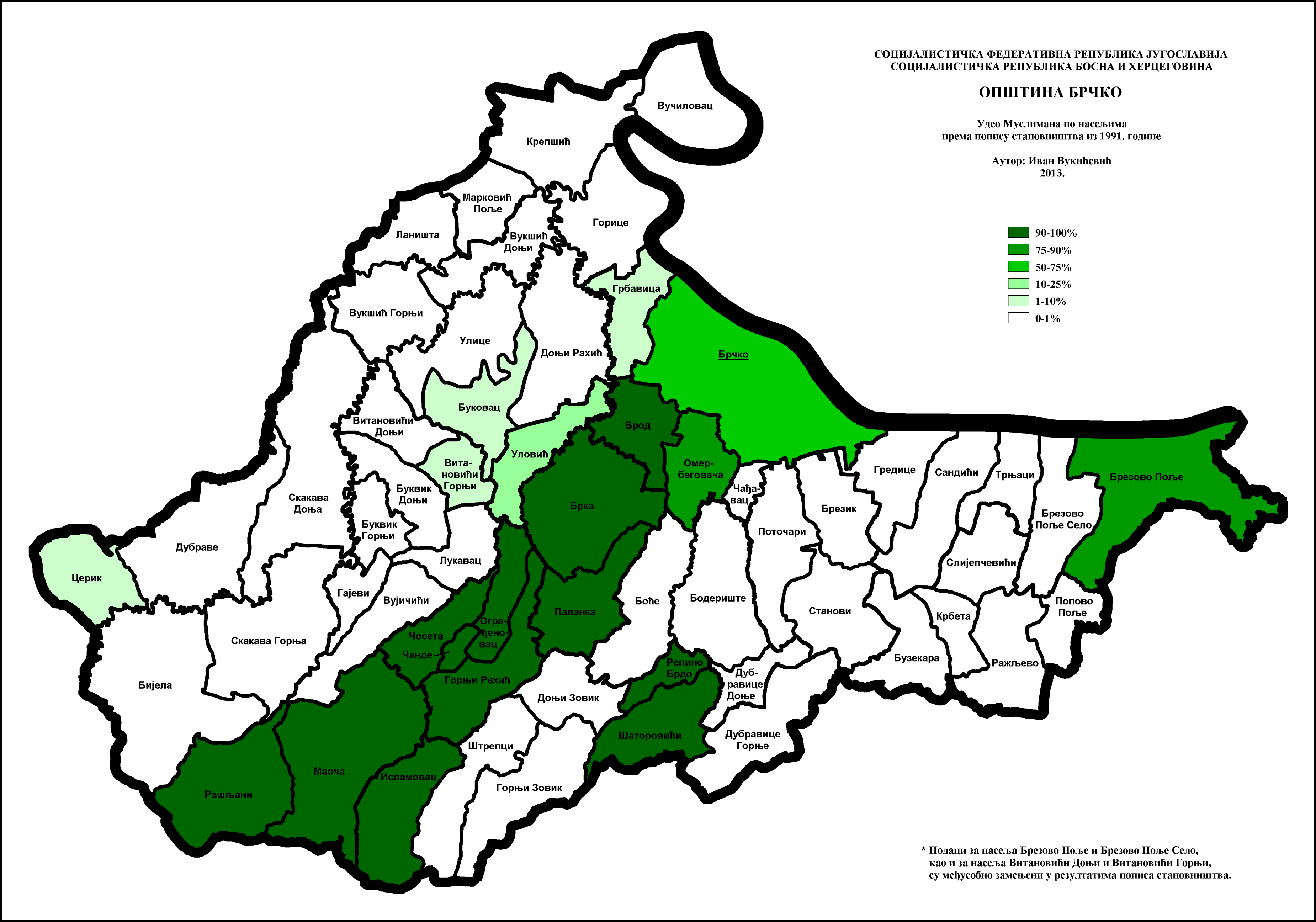
Частка босняків у Брчко за населеними пунктами 1991 рік
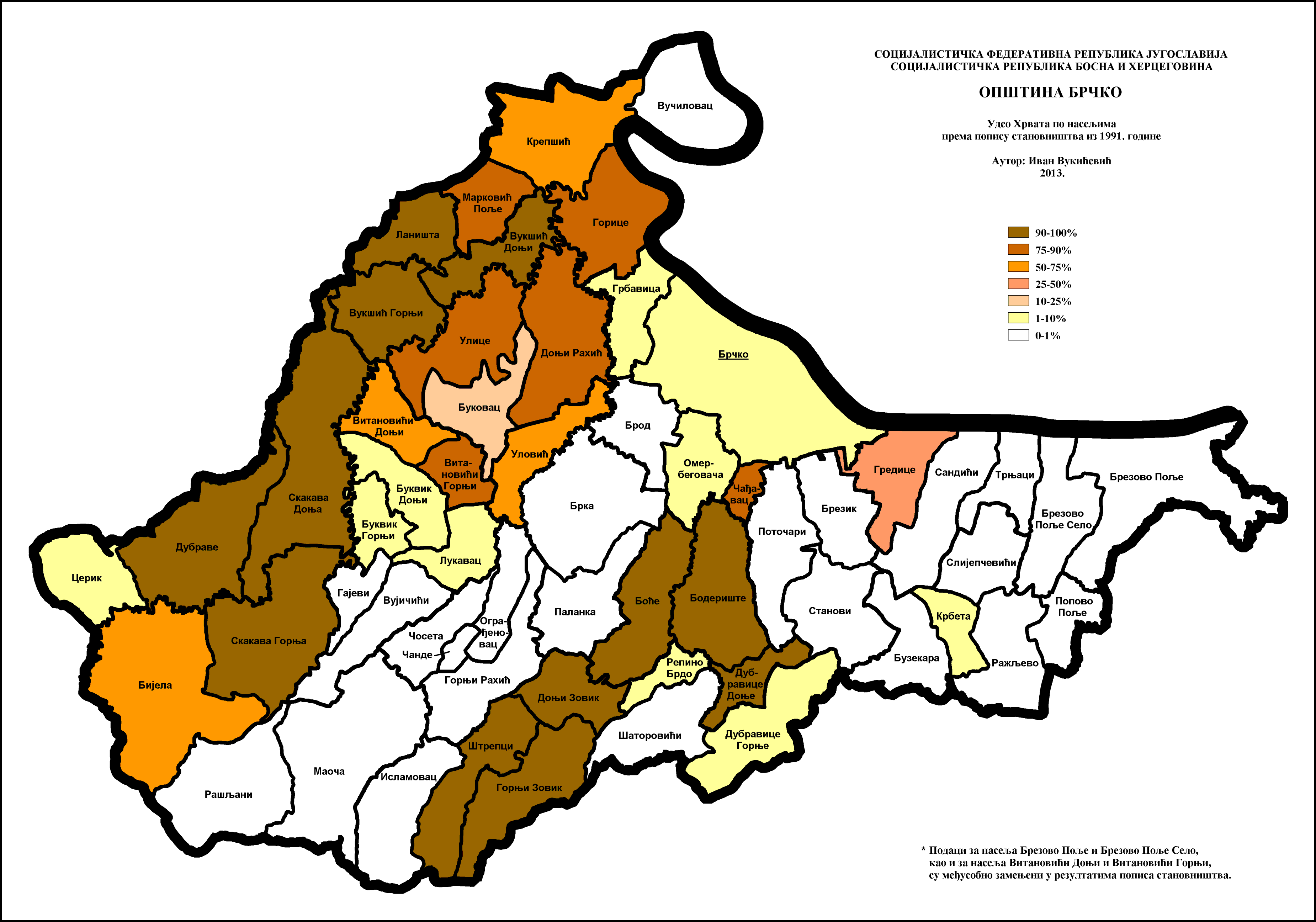
Частка хорватів у Брчко за населеними пунктами 1991
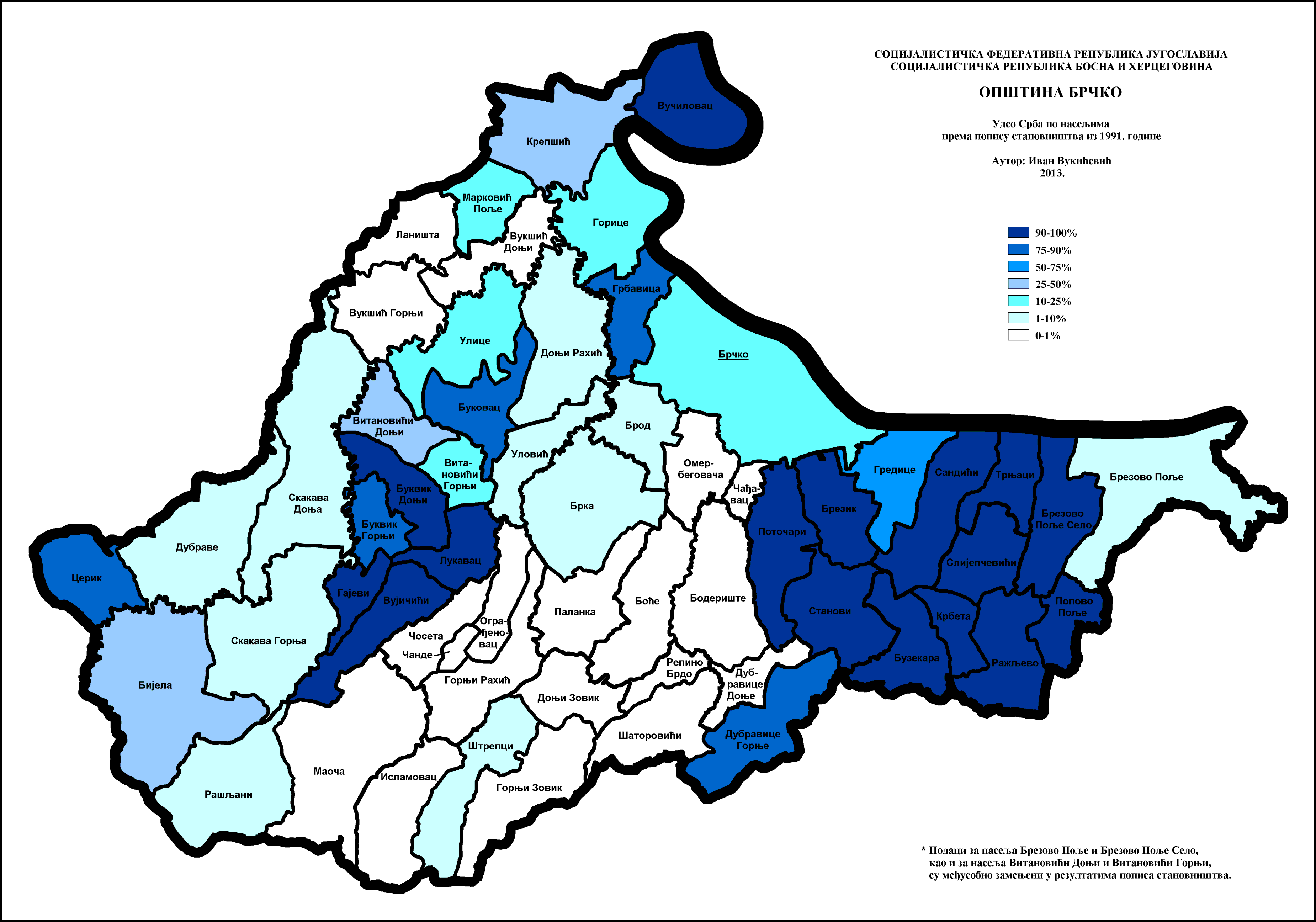
Частка сербів у Брчко за населеними пунктами 1991 рік

2013 перепис населення

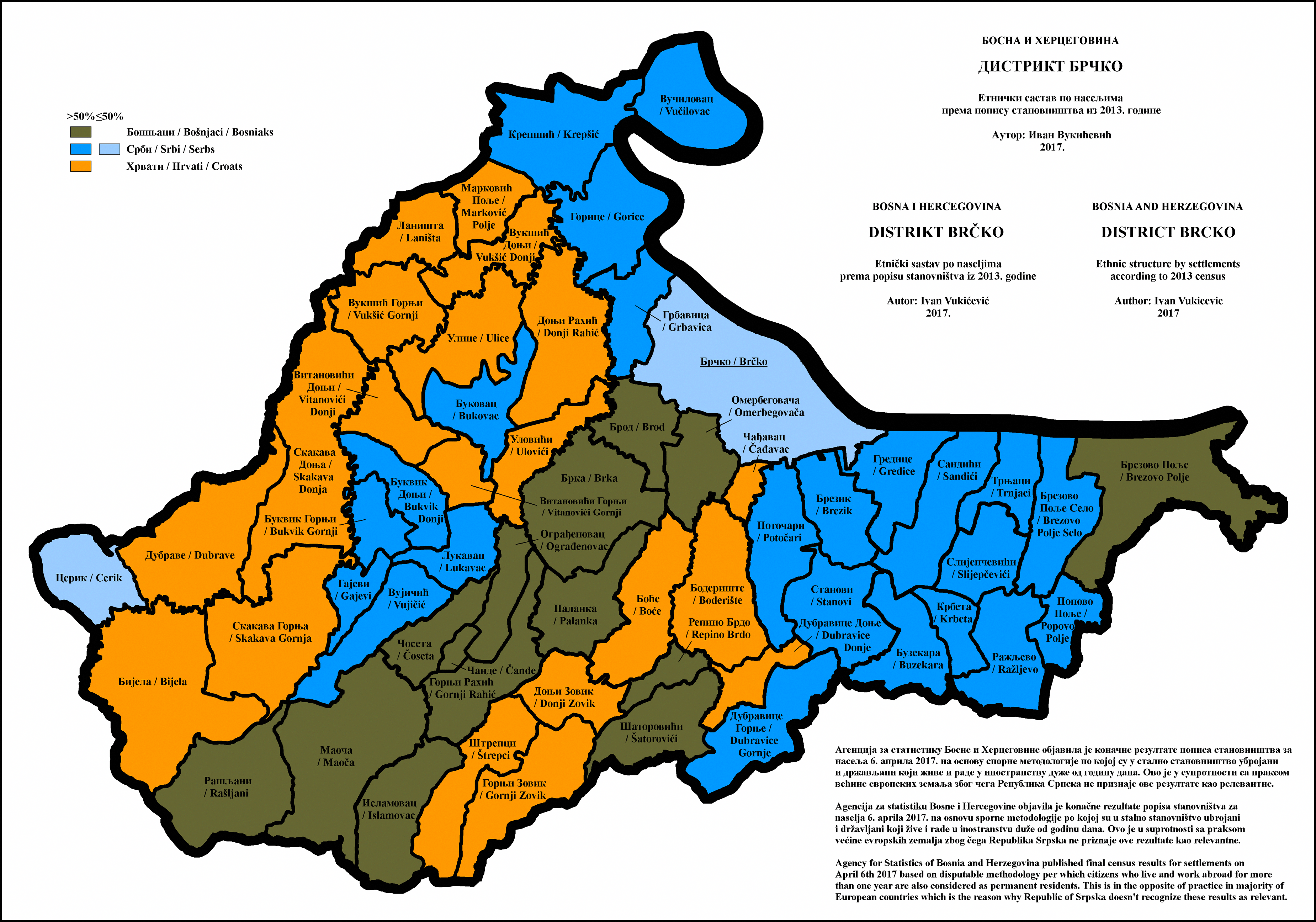
Етнічна структура Брчко за населеними пунктами 2013
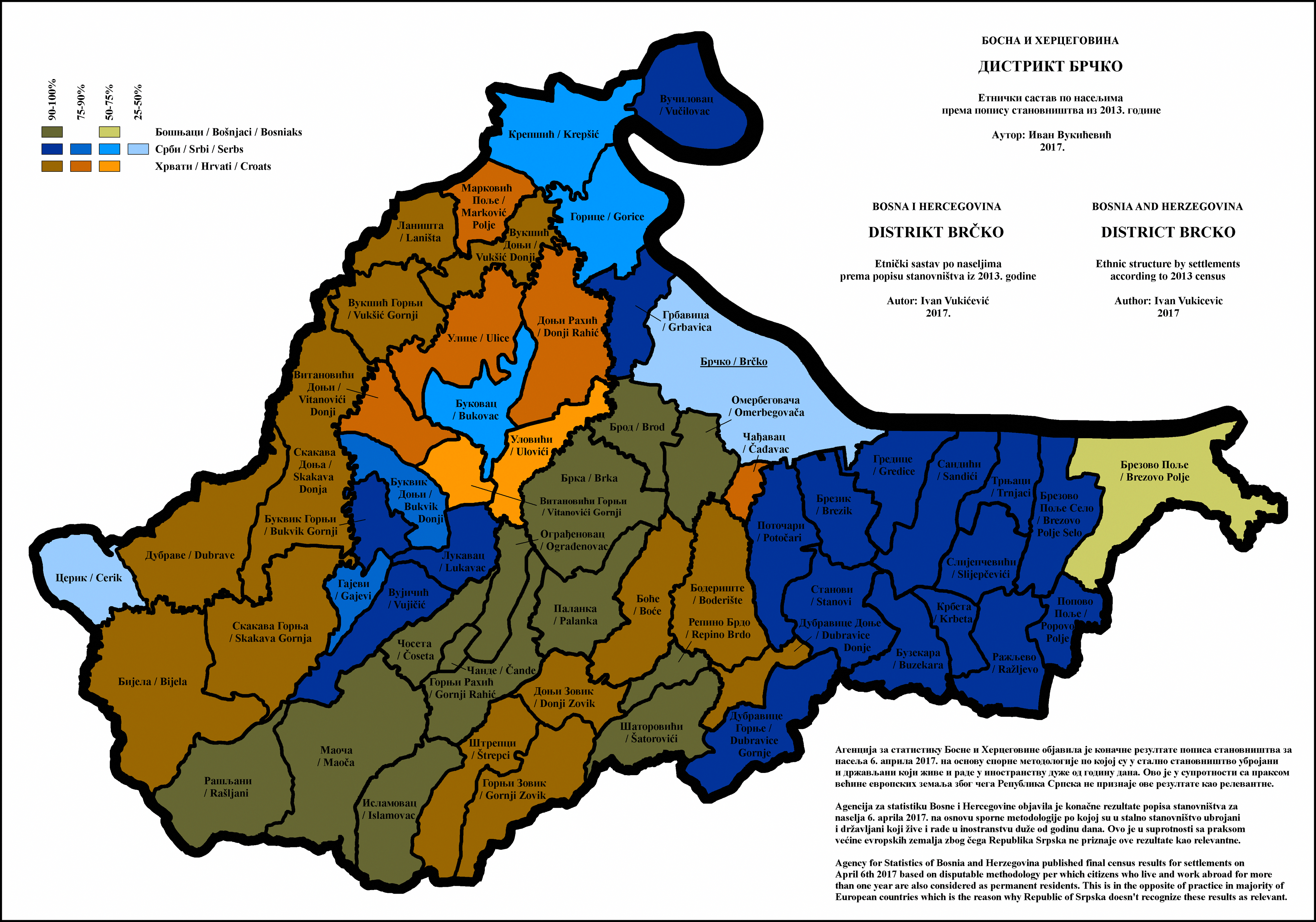
Етнічна структура Брчко за населеними пунктами 2013
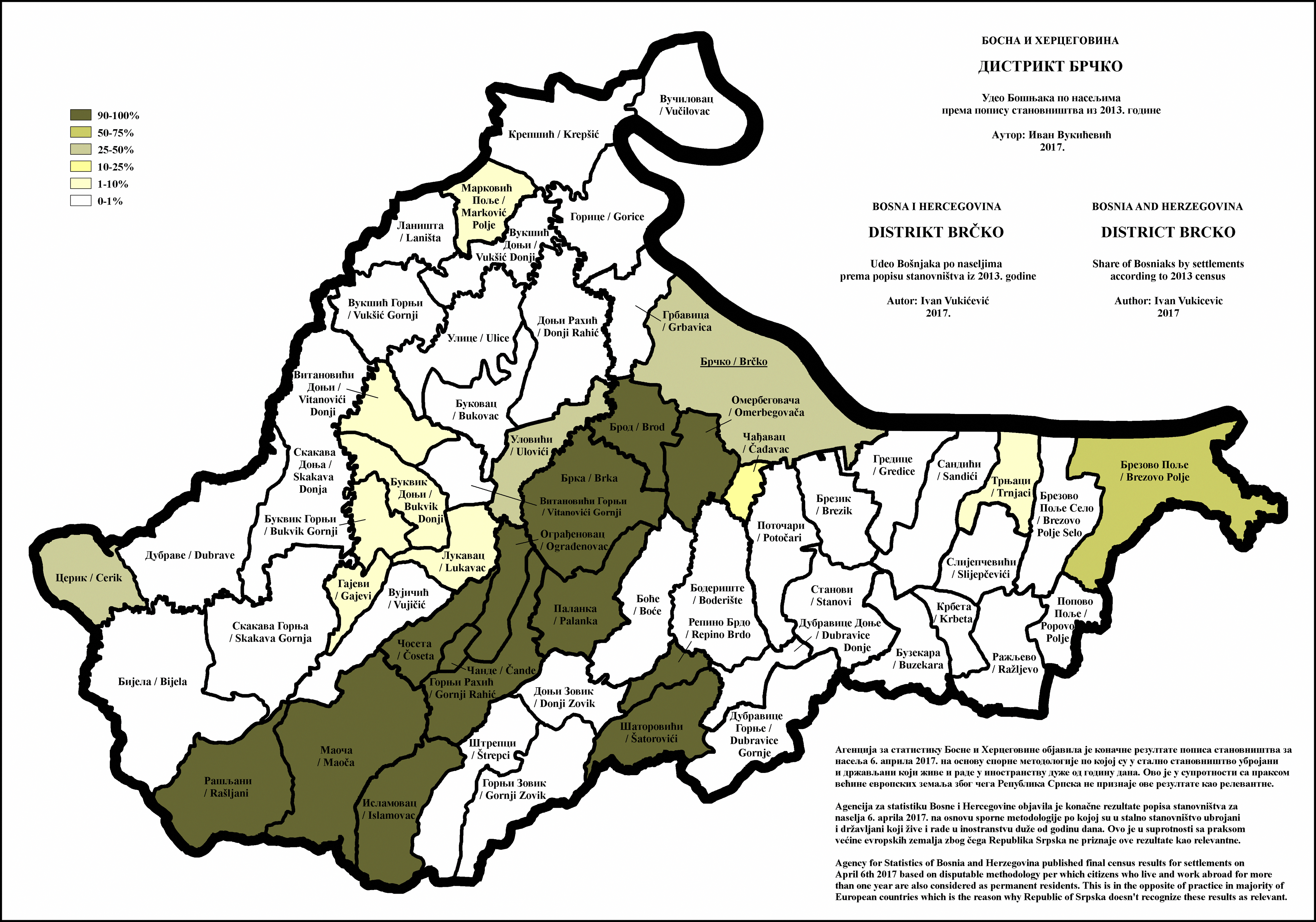
Частка босняків у Брчко за населеними пунктами 2013
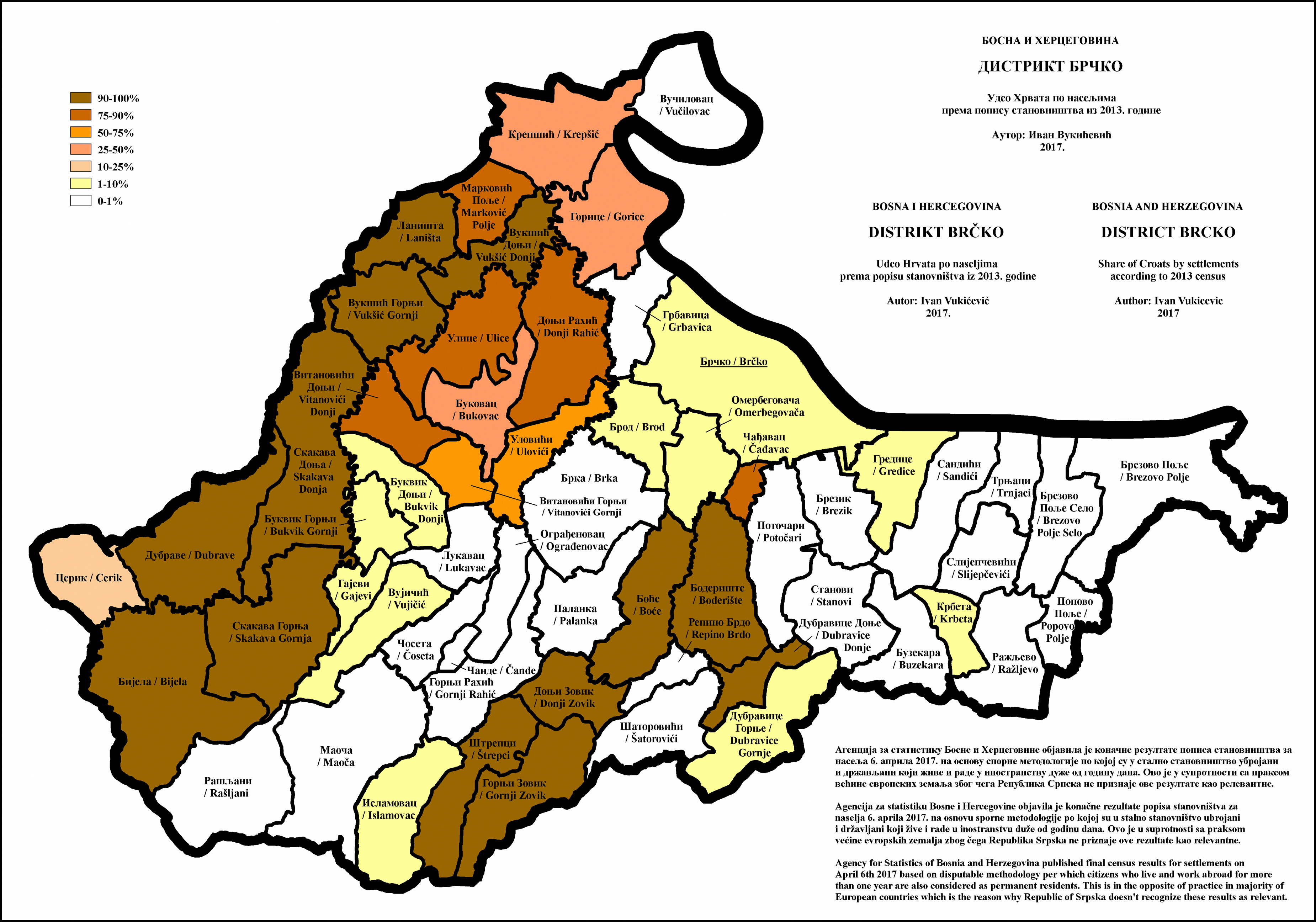
Частка хорватів у Брчко за населеними пунктами 2013
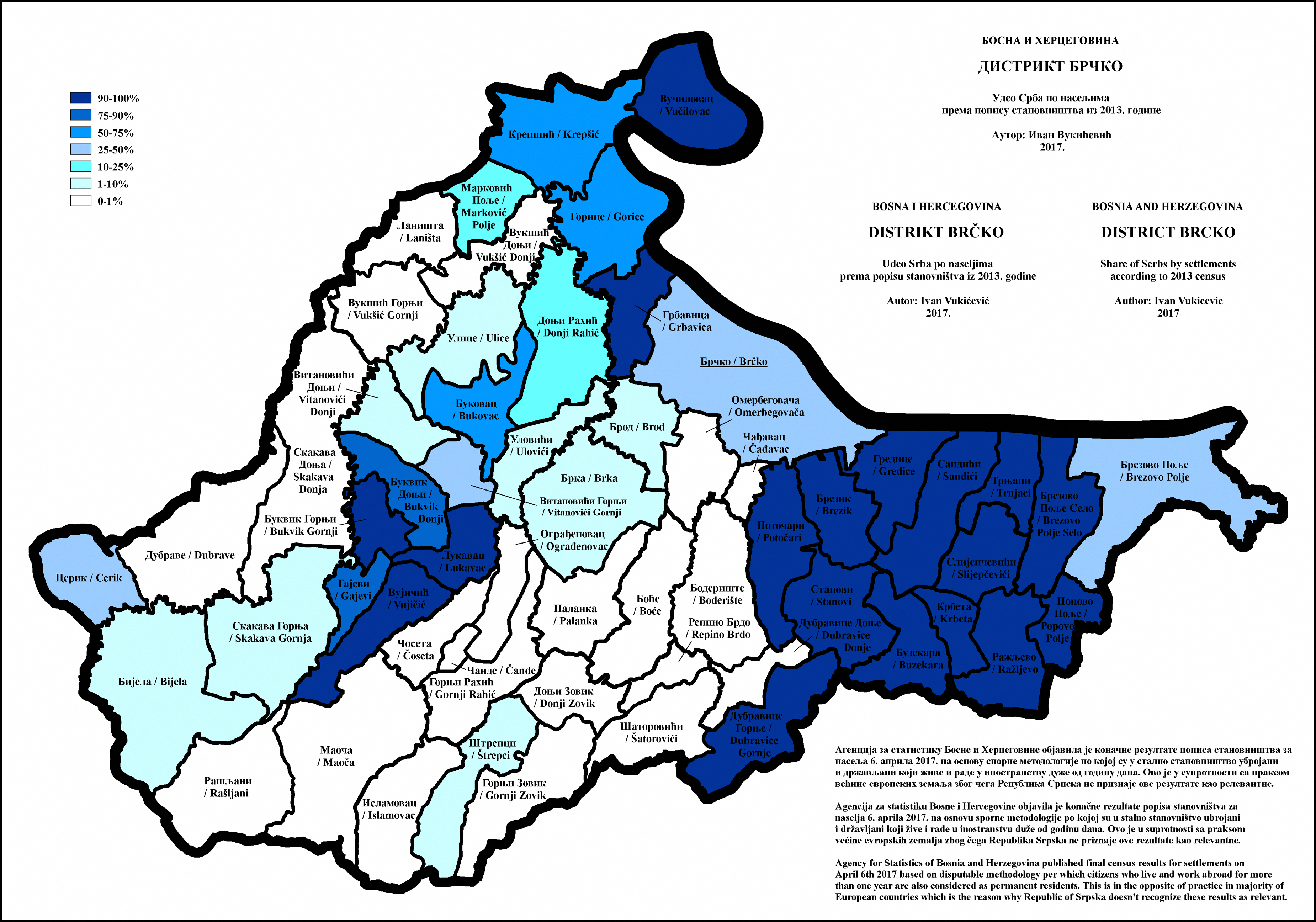
Частка сербів у Брчко за населеними пунктами 2013

## Уряд і політика
Асамблея округу Брчко має 31 місце. Станом на 2016 рік місця розподілені таким чином:
| Виборчий округ | Рада   | Рада                                                       | Рада                | Рада  | Рада  | Міський голова обирається Радою | Міський голова обирається Радою | Міський голова обирається Радою | Міський голова обирається Радою | Міський голова обирається Радою |
| Виборчий округ | Партія | Партія                                                     | Народне голосування | %     | Місця | Міський голова                  | Міський голова                  | Голоси                          | %                               |                                 |
| -------------- | ------ | ---------------------------------------------------------- | ------------------- | ----- | ----- | ------------------------------- | ------------------------------- | ------------------------------- | ------------------------------- | ------------------------------- |
| Брчко          |        | Сербська демократична партія—Національно-демократичний рух | 5,908               | 15.06 | 5     |                                 | Сініша Міліч, СНДС              | 21                              | 68 %                            |                                 |
| Брчко          |        | Альянс незалежних соціал-демократів                        | 5,512               | 14.05 | 4     |                                 |                                 |                                 |                                 |                                 |
| Брчко          |        | Партія демократичних дій                                   | 4,989               | 12.72 | 4     |                                 |                                 |                                 |                                 |                                 |
| Брчко          |        | Хорватський демократичний союз                             | 3,940               | 10.04 | 3     |                                 |                                 |                                 |                                 |                                 |
| Брчко          |        | Демократичний рух Брчко                                    | 3,247               | 8.28  | 2     |                                 |                                 |                                 |                                 |                                 |
| Брчко          |        | Партія демократичного прогресу—Прогресивна Сербська        | 2,754               | 7.02  | 2     |                                 |                                 |                                 |                                 |                                 |
| Брчко          |        | Хорватська селянська партія Степана Радича                 | 2,335               | 5.95  | 2     |                                 |                                 |                                 |                                 |                                 |
| Брчко          |        | Союз за краще майбутнє БіГ                                 | 2,049               | 5.22  | 2     |                                 |                                 |                                 |                                 |                                 |
| Брчко          |        | Соціал-демократична партія                                 | 2,045               | 5.21  | 3     |                                 |                                 |                                 |                                 |                                 |
| Брчко          |        | За Боснію і Герцеговину                                    | 1,780               | 4.54  | 1     |                                 |                                 |                                 |                                 |                                 |
| Брчко          |        | Соціалістична партія                                       | 1,773               | 4.52  | 1     |                                 |                                 |                                 |                                 |                                 |
| Брчко          |        | Демократичний фронт                                        | 1,312               | 3.34  | 1     |                                 |                                 |                                 |                                 |                                 |
| Брчко          |        | Кандидат від меншин Цазим Дачай                            | (384)               | –     | 1     |                                 |                                 |                                 |                                 |                                 |
| Разом          | Разом  | Разом                                                      | 41,772              |       | 31    |                                 |                                 |                                 |                                 |                                 |

## Керівники
Для округу Брчко було призначено «міжнародного наглядача». Він також є заступником Високого представника. Ця посада була призупинена в 2012 році. Цю посаду обіймали такі особи:
1. Роберт Вільям Фарранд, 7 березня 1997 - 2 червня 2000
2. Гері Л. Метьюз, 2 червня 2000 - 14 березня 2001
3. Ґергард Зонтгайм, 14 березня 2001 - 20 квітня 2001 (проміжно)
4. Генрі Лі Кларк, 20 квітня 2001 - 1 жовтня 2003
5. Ґергард Зонтгайм, 1 жовтня 2003 - 16 січня 2004 (проміжно)
6. Сьюзен Рокуелл Джонсон, 16 січня 2004 - 1 жовтня 2006
7. Раффі Грегоріан, 1 жовтня 2006 - 2 серпня 2010
8. Ґергард Зонтгайм, 2 серпня 2010 - 22 вересня 2010 (проміжно)
9. Родерік Мур, 22 вересня 2010 - ?

## Мери
При владі в районі були такі мери:
1. Міодраг Паїч (серб) 1993 - 13 листопада 1997
2. Борко Реліч (серб) 13 листопада 1997 - 15 квітня 1999
3. Синиша Кисич (сербська) 15 квітня 1999 - 12 листопада 2003
4. Іван Крндель (хорват) 12 листопада 2003 - 3 грудня 2003
5. Бранко Дам'янац (серб) 3 грудня 2003 - 8 грудня 2004
6. Мірсад Джапо (босняк) 8 грудня 2004 - 12 лютого 2009
7. Драган Паїч (серб) 12 лютого 2009 - ?

## Видатні люди
- Едо Маайка — репер
- Младен Петрич — хорватський міжнародний футболіст
- Весна Пісарович — поп-співачка
- Лепа Брена — співачка
- Едвін Канка Чудіч — боснійська захисниця прав людини
- Аніл Дервішевич — власник волейбольного клубу «Денвер-Ереа», тренер жіночої збірної Боснії і Герцеговини з волейболу
- Дженана Шеганович — піаністка
- Антон Магліка — хорватський футболіст
- Жасмін Імамович — політик
- Наташа Войнович — сербська модель
- Мато Тадіч — суддя
- Бранкіца Михайлович — сербська волейболістка, чемпіонка світу та Європи, срібна призерка на Літніх Олімпійських іграх 2016 року
- Інес Янкович — сербський модельєр
- Нікола Ковач — професійний гравець Контрудар: Глобальний Наступ